# 大石東町
大石東町（おおいしひがしまち）は兵庫県神戸市灘区の町名の一つで旧・大石村域の東部に相当する。東は新在家北町、南は新在家南町、西は都賀川を挟み南部が大石北町で北部が船寺通、北は阪神本線を挟み西部が鹿ノ下通で東部が烏帽子町。東から順に一～六丁目がある。
令和2年国勢調査（2020年10月1日）における世帯数は1,723、人口3,697で内男性1,733人・女性1,964人。郵便番号：657-0043。

## 施設
- 神戸市立西郷小学校